# Imaginations from the Other Side
Imaginations from the Other Side är Blind Guardians femte album, utgivet 1995. Det producerades av Flemming Rasmussen, som också producerat flera av Metallicas album.

## Låtlista
1. "Imaginations from the Other Side" - 7:18
2. "I'm Alive" - 5:19
3. "A Past and Future Secret" - 3:47
4. "The Script for My Requiem" - 6:08
5. "Mordred's Song" - 5:27
6. "Born in a Mourning Hall" - 5:12
7. "Bright Eyes" - 5:15
8. "Another Holy War" - 4:31
9. "And the Story Ends" - 5:59